# Pico del automóvil

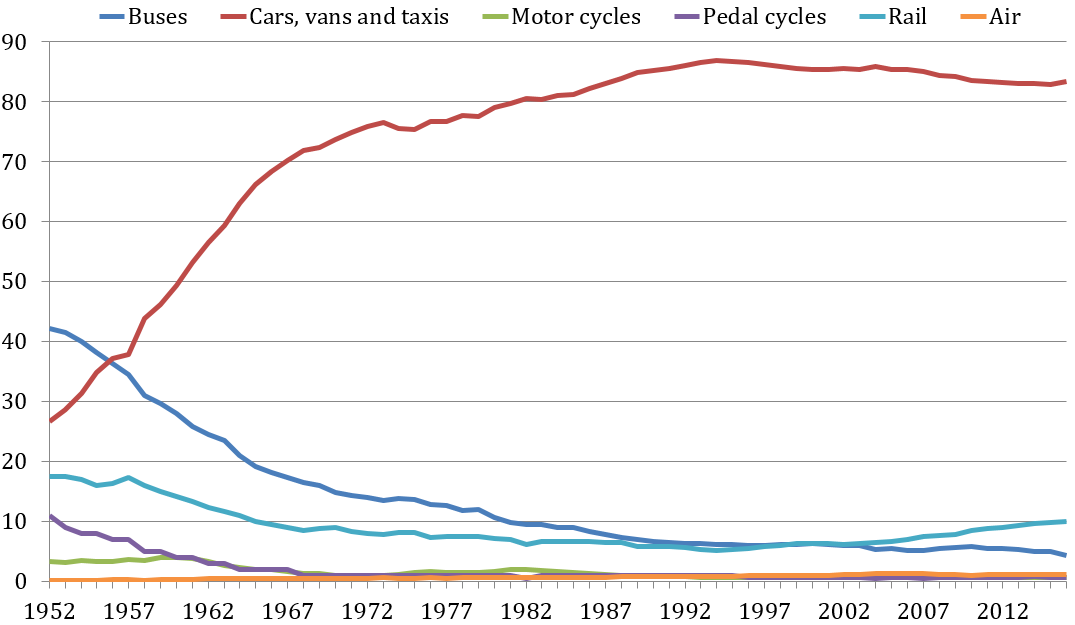
Cuota modal de transporte desde 1952-2014

El pico del automóvil, también conocido como pico de viajes, es una hipótesis que plantea que la distancia recorrida en automóvil per cápita, predominantemente en coche privado, ha alcanzado su punto máximo y descenderá de una manera sostenida. La teoría fue desarrollada como una alternativa al modelo de saturación de mercado que sugiere que el empleo de coche se saturará y permanecerá razonablemente constante, o al de las teoría a basadas en el PIB que predicen que el tráfico aumentará cuando la economía mejore, vinculando las reducciones de tráfico de los últimos años a la Gran Recesión de 2008.
La teoría fue propuesta después de las reducciones, observadas en Australia, Bélgica, Francia, Alemania, Islandia, Japón  (a principios de los años 1990), Nueva Zelanda, Suecia, el Reino Unido (en muchas ciudades alrededor de 1994) y los Estados Unidos. Un estudio de Volpe Transportation en 2013 señaló que el promedio de millas viajadas per cápita en los Estados Unidos ha disminuido de unas 900 millas (1,400 km) por mes en 2004 a 820 millas (1,320 km) en julio de 2012, y que la disminución había continuado desde la reciente recuperación de la economía estadounidense.
Un número de destacados académicos se ha posicionado a favor de la teoría, como el profesor emérito Phil Goodwin, exdirector de los grupos de investigación de transporte en la Universidad de Oxford y el profesor David Metz, antiguo científico jefe del Departamento de transporte de Reino Unido. La teoría es discutida por el Departamento del Transporte del Reino Unido, que predice que el Tráfico en el Reino Unido crecerá un 50% durante los próximos 25 años y el profesor Stephen Glaister, Director de la Fundación RAC, que considera que aumentará otra vez con la mejora económica. A diferencia de la teoría del pico del petróleo, basada en una reducción en la capacidad para extraer crudo debido al agotamiento de los recursos, el pico del automóvil tiene una mayor complejidad y una menor compresión de sus causas.